# Lamperstätten am See
Lamperstätten am See ist eine Wochenendhaussiedlung in der Marktgemeinde Sankt Nikolai im Sausal in der Steiermark.
Die Siedlung liegt südlich der Ortschaft Lamperstätten und östlich direkt angebaut am Waldschachersee. Für das Ferien- und Erholungsgebiet  um den Waldschachersee gilt in den Sommermonaten eine Lärmschutzverordnung gegen die Lärm- und Staubbelästigung.